# Brian Lenihan
Brian Lenihan este un om politic irlandez, membru al Parlamentului European în perioada 1973-1977 din partea Irlandei. 
1. 1 2  Brian Lenihan, Munzinger Personen, accesat în 9 octombrie 2017
2. 1 2  Brian Joseph Lenihan, Dictionary of Irish Biography
3. 1 2 3 4 5 6 7 8 9 10 11 12   https://www.oireachtas.ie/en/members/member/Brian-Lenihan-Snr.S.1957-05-22 Lipsește sau este vid: |title= (ajutor)
4. 1 2   http://www.assembly.coe.int/nw/xml/AssemblyList/MP-Details-EN.asp?MemberID=767 Lipsește sau este vid: |title= (ajutor)